# The Shin
The Shin er en georgisk musikgruppe, dannet i 1998 i Tyskland. Den 4. februar 2014 meddelte den georgiske tv-station GPB, at gruppen skulle repræsentere Georgien ved Eurovision Song Contest 2014 i København sammen med sangerinden Mariko Ebralidze. De fremførte sammen nummeret "Three Minutes to Earth", der dog ikke gik videre fra semifinalen den 8. maj.
Forsangeren Mamuka Gaganidze døde den 13. august 2019 af hudkræft.